# Xã Salem, Quận Steuben, Indiana
Xã Salem (tiếng Anh: Salem Township) là một xã thuộc quận Steuben, tiểu bang Indiana, Hoa Kỳ. Năm 2010, dân số của xã này là 2.262 người.